# Centro de Gestão e Participação Comunal
Um Centro de Gestão e Participação Comunal, anteriormento chamado Centro de Gestão e Participação,  é cada uma das unidades de descentralização administrativa em que está dividida em 2006 a Cidade de Buenos Aires. Neles se pode realizar vários trâmites administrativos, são oferecidos serviços sociais e se realizam atividades culturais e de capacitação.
Atualmente a cidade conta com 15 CGP, que funcionarão até que se finalize o processo de transição das comunas.